# Ivica Osim
Ivan "Ivica" Osim (Sarajevo, 6 mei 1941 – Graz, 1 mei 2022) was een Bosnisch-Joegoslavisch voetballer en trainer.
Hij was voor het laatst hoofdcoach van Japan, voordat hij in november 2007 getroffen werd door een beroerte. Als speler was hij Joegoslavisch international en nam hij deel aan de Olympische Spelen van 1964 en het EK van 1968, waar hij gekozen werd in het team van het toernooi. Als assistent-bondscoach won hij een bronzen medaille met Joegoslavië op de Olympische Spelen van 1984 en met dit land bereikte hij als bondscoach de kwartfinales van het WK van 1990.
Osim overleed op 1 mei 2022 op 80-jarige leeftijd.

## Erelijst
- Beker van Joegoslavië

Winnaar: 1992
- Beker van Griekenland

Winnaar: 1993
- Griekse supercup

Winnaar: 1993
- Oostenrijks landskampioenschap

Kampioen: 1998, 1999
- Beker van Oostenrijk

Winnaar: 1999
- Oostenrijkse Supercup

Winnaar: 1998, 1999
- J-League Cup

Winnaar: 2005